# Porpora di Bateman
La porpora di Bateman è un quadro emorragico che colpisce soprattutto gli anziani, la cui causa scatenante è quasi sempre di tipo traumatico, anche se risulta sufficiente anche il più piccolo evento.

## Epidemiologia
Si sviluppa quasi esclusivamente negli anziani che hanno subito una cura a base di corticosteroidi a dosaggio prolungato nel tempo.

## Clinica
I sintomi e i segni clinici presentano suffusione emorragiche, nel corpo si mostrano sovente nel dorso delle mani, si accompagna ad atrofia generalizzata della cute, si formano nel corpo quelle che vengono chiamate le pseudocicatrici stellari spontanee di Colomb (ovvero si formano sulla cute delle piccole  caratteristiche cicatrici bianche).